# Bezirksklasse Halle-Merseburg 1934/35
De Bezirksklasse Halle-Merseburg 1934/35 was het tweede voetbalkampioenschap van de Bezirksklasse Halle-Merseburg, het tweede niveau onder de Gauliga Mitte en een van de drie reeksen die de tweede klasse vormden. VfL Halle 1896 werd kampioen en nam deel aan de promotie-eindronde, maar moest hier SV Dessau 05 en 1. FC Lauscha voor laten gaan.

## Eindstand
| Plaats | Club                       | Wed. | Saldo  | Ptn.  |
| ------ | -------------------------- | ---- | ------ | ----- |
| 1.     | VfL Halle 1896             | 22   | 54:34  | 32:12 |
| 2.     | SV 1898 Halle              | 22   | 66:27  | 31:13 |
| 3.     | SpVg 1919 Neumark          | 22   | 68:54  | 26:18 |
| 4.     | SpVg Zeitz 1910            | 22   | 65:41  | 25:19 |
| 5.     | FC Preußen 01 Merseburg    | 22   | 49:47  | 23:21 |
| 6.     | Naumburger SV 05           | 22   | 59:45  | 22:22 |
| 7.     | TuRV 1861 Weißenfels       | 22   | 46:57  | 22:22 |
| 8.     | Ammendorfer FC 1910        | 22   | 59:49  | 21:23 |
| 9.     | FV Schwarz-Gelb Weißenfels | 22   | 50:52  | 21:23 |
| 10.    | SV Wacker 05 Nordhausen    | 22   | 55:61  | 19:25 |
| 11.    | SpVgg Borussia 02 Halle    | 22   | 44:58  | 18:26 |
| 12.    | Sportgruppe Torgau         | 22   | 20:109 | 4:40  |

|  | Kampioen, deelname promotie-eindronde |
|  | Degradatie naar 1. Kreisklasse        |

## Promotie-eindronde
De vijf kampioenen van de 1. Kreisklasse namen het tegen elkaar op, de top twee promoveerde.
| Plaats | Club                  | Wed. | Saldo | Ptn. |
| ------ | --------------------- | ---- | ----- | ---- |
| 1.     | Sportfreunde Naundorf | 8    | 23:15 | 11:5 |
| 2.     | Wacker 04 Mückenberg  | 8    | 18:15 | 10:6 |
| 3.     | VfB Schkeuditz        | 8    | 16:11 | 8:8  |
| 4.     | Concordia Delitzsch   | 8    | 10:17 | 6:10 |
| 5.     | VfR Dingelstädt       | 8    | 12:21 | 5:11 |

|  | Promotie naar Bezirksklasse Halle-Merseburg 1935/36 |